# Лемішка Ігор Андрійович

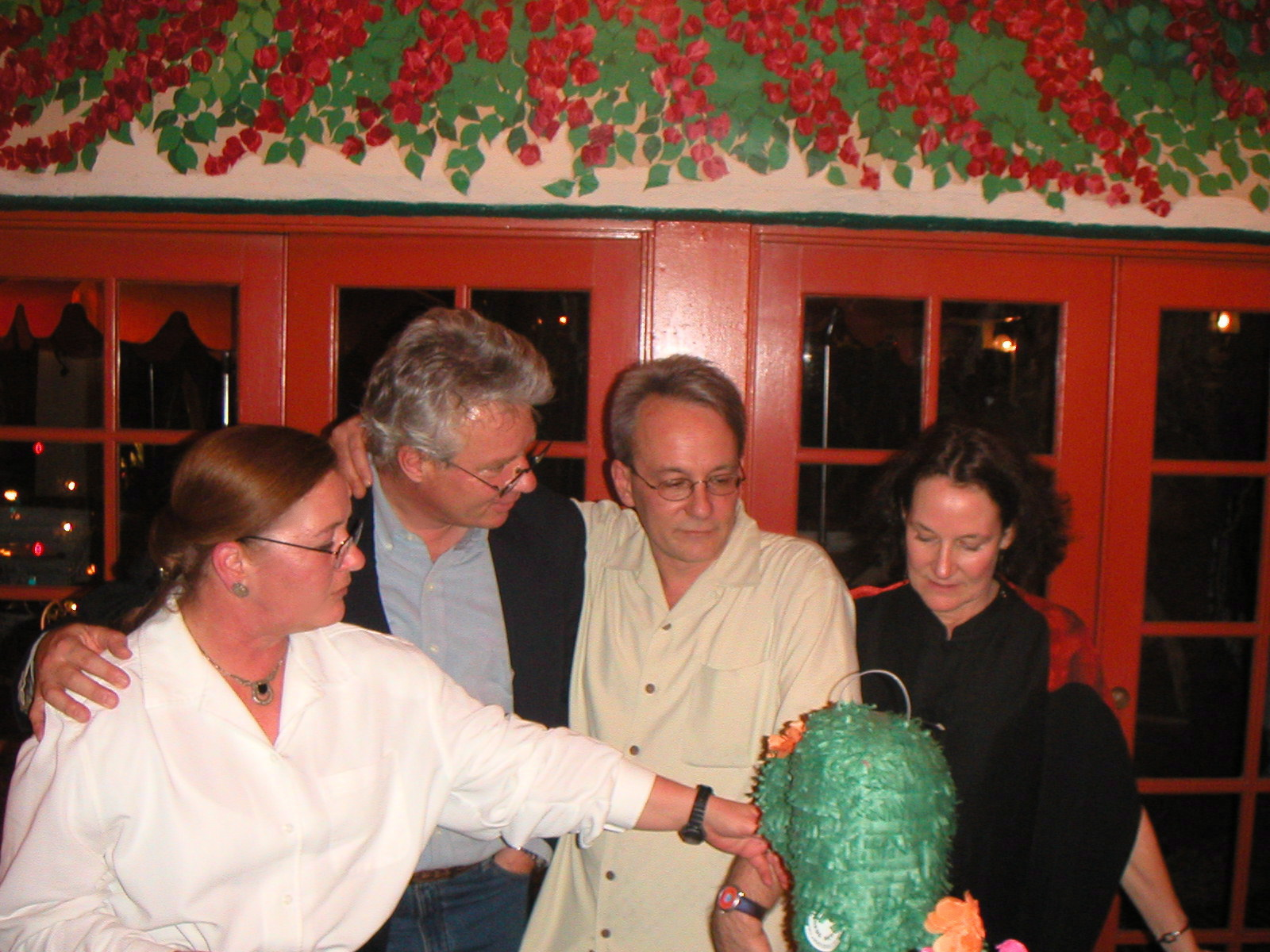
Лемішка Ігор (другий праворуч) в Сан-Дієго.

Лемішка Ігор Андрійович (нар. в Балтиморі, США) — американський науковець українського походження в ділянці молекулярної біології та генетики у США. Був біологом і прихильником дослідження стовбурових клітин, а також був професором генної та клітинної медицини Ліліан і Генрі М. Страттон і директором Інституту стовбурових клітин чорної родини в медичному центрі Маунт-Сінай у Нью-Йорку.

## Життєпис
Син Лемішки А. М..
Лемішка закінчив Університет Джона Хопкінса в 1976 році  і здобув ступінь доктора філософії з біології в Массачусетському технологічному інституті в 1983 році. Він пройшов аспірантуру в Інституті Уайтхеда Массачусетського технологічного інституту. Тут же спеціалізувався в галузі ракових хвороб.
Лемішка приєднався до Прінстонського університету в 1986 році як доцент кафедри молекулярної біології; він став професором у 2002 році. У 2007 році він приєднався до персоналу Медичного центру Маунт-Синай, де він був професором генної та клітинної медицини та директором Інституту стовбурових клітин.
Лемішка була членом правління Міжнародного товариства досліджень стовбурових клітин, Журналу візуалізованих експериментів (JoVE) і Нью-Йоркського фонду стовбурових клітин. Його нагороди включали постдокторський ступінь Деймона Раньона-Уолтера Вінчелла, спеціальну соціальну стипендію з лікування лейкемії, нагороду American Cyanamid Preceptorship Award і грант DuPont Young Faculty. Він був рецензентом журналів Cell, Science, Nature, Nature Genetics, Nature Immunology, Nature Biotechnology, Proceedings of the National Academy of Sciences, Public Library of Science, Development, Genes & Development, Journal of Clinical Investigation and Blood.

## Творчий доробок
Він є автором понад 70 книг і публікацій у рецензованих журналах